# Contele Ory
Contele Ory este un film muzical românesc din 1978 regizat de Nicolae Corjos și Jaques Trébouta. Rolurile principale au fost interpretate de actorii Louise Lebrun, Liliane Guiton și Peter Runge.

## Prezentare
Este o transpunere a operei bufe „Contele Ory” de Giacomo Rossini.

## Distribuție
Distribuția filmului este alcătuită din:
- Louise Lebrun
- Marie Luce Bellari
- Bruce Brener
- Liliane Gouiton
- Peter Runge